# أنيمالز (ألبوم)
"أنيمالز" (بالإنجليزية: Animals) هو ألبوم الإستوديو العاشر لفرقة البروغريسيف روك الإنجليزيَّة بينك فلويد. صدر الألبوم بتاريخ 21 يناير عام 1977 من خلال شركتي هارفست وكولومبيا. أخذت بينك فلويد على عاتقها إنتاج الألبوم في استديوهات بريتانيا رو بلندن طيلة سنة 1976. واصلَ الألبوم المقطوعات الموسيقية الطويلة التي طغت على أعمال الفرقة السابقة ومن جملتها ألبوم "ميدل" (1971) وألبوم "ويش يو وير هير" (1975).
يعد "أنيمالز" ألبومًا مفاهيميًا، ويركز بالأساس على الأحوال الاجتماعية الاقتصادية السائدة في بريطانيا خلال منتصف سبعينيات القرن العشرين. شبِّهت فئات عدّة من المجتمع بأنواع الحيوانات المختلفة (شبِّه رجال الأعمال بالكلاب، وشبِّه ضعاف الناس بالخراف، وشبِّه القادة عديمي الرحمة بالخنازير). ثمة عناصر عدِّة مشابهة لرواية "مزرعة الحيوان" للكاتب جورج أورويل، مع أن الألبوم يهاجم النظام الرأسمالي بصورة أساسية؛ في حين ترمز الحيوانات المختلفة في الكتاب (من قبيل الخنازير والخراف والكلاب..إلخ) إلى الأدوار المختلفة التي يشغلها الأفراد في المجتمع الشيوعي.
حقَّق "أنيمالز" المرتبة الثانية على لائحة الألبومات الأكثر تسجيلًا للمبيعات في المملكة المتّحدة، في حين حقَّق المرتبة الثالثة على لائحة الألبومات الأكثر تسجيلًا للمبيعات في الولايات المتّحدة. كان رأي النقاد متفاوتًا حيال الألبوم في بادئ الأمر، بيد أنه حظي بآراء أكثر إيجابية خلال السنوات اللاحقة. ويعد الآن من بين أفضل ألبومات بينك فلويد.

## وصلات خارجية
- أنيمالز على موقع أول موفي (الإنجليزية)